# حسين أباد (بشاريات الغربي)
حسین أباد (بالفارسية: حسین‌آباد) هي قرية تقع في إيران في قسم بشاریات الغربي الریفي. يقدر عدد سكانها بـ 125 نسمة .